# جيمس هورميل
جيمس كاثروود هورميل (بالإنجليزية: James Catherwood Hormel)‏ (1 يناير 1933-13 أغسطس 2021) كان فاعل خير وناشطا في مجتمع المثليين ودبلوماسيا ووريث ثروة هورميل لتعليب اللحوم أمريكيا. شغل منصب سفير الولايات المتحدة لدى لوكسمبورغ من 1999 إلى 2001، وكان أول رجل مثلي الجنس علنًا يمثل الولايات المتحدة كسفير. وتزوج في المرة الأولى امرأة تدعى أليس تورنر وطلقها لاحقا، وتزوج في المرة الثانية من رجل يدعى مايكل نغوين أراكي وله 5 أطفال.

## النشأة والتعليم
ولد هورميل في أوستين، مينيسوتا. وهو حفيد جورج إيه هورميل، مؤسس شركة هورميل فودز. وهو ابن جيرمين دوبوا وجاي كاثروود هورميل، الذي شغل منصب رئيس هورميل فودز. حصل هورميل على بكالوريوس الآداب في التاريخ من كلية سوارثمور وعلى درجة الدكتوراه في القانون من كلية الحقوق بجامعة شيكاغو. شغل هورميل بعد كلية الحقوق منصب عميد الطلاب ومدير القبول في كلية الحقوق بجامعة شيكاغو.

## المهنة الدبلوماسية
خطط الرئيس الأمريكي بيل كلينتون في البداية لتعيين هورميل لمنصب سفير الولايات المتحدة في فيجي، لكنه لم يطرح الترشيح بسبب اعتراضات المسؤولين الحكوميين الفيجيين. كان القانون في فيجي حينها يُعاقب على الممارسات الجنسية المثلية بين الذكور بأحكام بالسجن، وكانت حقيقة أن هورميل صريح بشأن حياته الجنسية المثلية يتعارض حينها مع «الثقافة الفيجية». وتم اختيار هورميل بدلا من ذلك كجزء من وفد الأمم المتحدة من الولايات المتحدة إلى لجنة حقوق الإنسان في عام 1995، وفي وفد الولايات المتحدة الجمعية العامة للأمم المتحدة في عام 1996.
رشح كلينتون هورميل في أكتوبر 1997 ليكون سفيرا في لوكسمبورغ، التي ألغت القوانين التي تحظر العلاقات الجنسية المثلية بالتراضي بين البالغين في القرن التاسع عشر. كان هذا التعيين هو أول ترشيح أو تعيين لشخص مثلي الجنس علنا لمنصب سفير في الولايات المتحدة. وافقت لجنة مجلس الشيوخ للعلاقات الخارجية على ترشيحه مع معارضة السناتورين الجمهوريين المحافظين جيسي هيلمز وجون آشكروفت. كان تأكيده من قبل مجلس الشيوخ مؤكدًا في البداية مع معارضة تيم هاتشينسون وجيم إنهوف فقط في مجلس الشيوخ، ولكن أدت الاكتشافات اللاحقة حول خلفية هورميل إلى مزيد من المعارضة من أعضاء مجلس الشيوخ الجمهوريين، مما ترك ترشيح هورميل في خطر. كان من بين نقاط الخلاف:
- العثور على مواد إباحية ووثائق نشرتها مجموعة المناصرة المؤيدة للتحرش الجنسي بالأطفال المعروفة باسم «جمعية حب رجل/فتى أمريكا الشمالية» في مركز جيمس سي هورميل للمثليين والمثليات في مكتبة سان فرانسيسكو العامة من قبل هورميل.[5] وصفت الجماعات المحافظة المستندة على الديانة المسيحية مثل تحالف القيم التقليدية ومجلس أبحاث الأسرة هورميل بأنه مؤيد للمواد الإباحية، مؤكدة أن هورميل سيتم رفضه في لوكسمبورغ ذات الأغلبية الكاثوليكية الرومانية دينيا.[7] ولكن لوحظ لاحقًا أنه يمكن أيضًا العثور على الكثير من نفس المواد في مكتبة الكونغرس.[8]
- وزع مجلس أبحاث الأسرة شرائط فيديو من مقابلة تلفزيونية مع هورميل في مسيرة فخر سان فرانسيسكو للمثليين عام 1996 حيث ضحك هورميل على نكتة حول مجموعة أخوات المسامحة الدائمة وهي مجموعة من الرجال الذين يرتدون ملابس راهبات للسخرية من الأعراف الدينية أثناء مرورهم. أخذت الرابطة الكاثوليكية هذا كمؤشر على موافقة هورميل على ماوصفوه بالجماعة المناهضة للكاثوليكية.[8][9][10] رفض هورميل في لقاء مع تيم هاتشينسون التنصل من الأخوات. كما اعترض في مقابلة أجريت بعد ذلك بسنوات على فكرة أن مقطع الفيديو أظهر موافقته على الجماعة وأنه مناهض للكاثوليكية.[8]
- تم الكشف عن أن هورميل قد ساهم بمبلغ 12000 دولار أمريكي لتمويل إنتاج فيلم «إنه أمر بديهي: التحدث عن الامور المثلية في المدرسة» (بالإنجليزية: It's Elementary: Talking About Gay Issues in School)‏، وهو فيديو يهدف إلى تعليم التسامح مع المثلية الجنسية لطلاب المدارس الابتدائية. أثار هذا الأمر غضب السناتور بوب سميث من نيو هامبشاير، والذي تم تصويره بشكل سلبي في الفيلم. أكد سميث أنه عارض هورميل ليس لأنه كان مثليا ولكن بسبب «دفاعه عن أسلوب حياة المثليين».[5][6]

عمل ترينت لوت زعيم الأغلبية الجمهورية على منع التصويت ووصف المثلية الجنسية علانية بأنها خطيئة وقارنها بإدمان الكحول وهوس السرقة.
تضاءلت المخاوف بشأن استقبال هورميل في لوكسمبورغ عندما أشار مسؤولون في البلاد التي لديها قوانين ضد التمييز على أساس التوجه الجنسي إلى أنه سيكون موضع ترحيب. وجد السناتور آل داماتو من نيويورك أن عرقلة الترشيح أمر محرج وحث ترينت لوت على طرح القضية للتصويت. استخدم كلينتون تعيينا في فترة العطلة في 4 يونيو 1999 بعد استمرار لوت في المماطلة. أدى هورميل اليمين كسفير في يونيو 1999، وحمل شريكه المثلي في ذلك الوقت تيموثي وو الكتاب المقدس أثناء الاحتفال. وكان من بين الحاضرين أيضًا زوجة هورميل السابقة وأطفاله الخمسة والعديد من أحفاده. تمت الإشارة إلى طريقة التعامل مع ترشيحه بواسطة بيت بوتجيج خلال خطاب قبوله لترشيحه لمنصب وزير النقل الأمريكي في 16 ديسمبر 2020.

## العمل الخيري والنشاط
كان هورميل أحد مؤسسي حملة حقوق الإنسان في عام 1981. كان عضوًا في مجالس إدارة غرفة سان فرانسيسكو التجارية والمؤسسة الأمريكية لأبحاث الإيدز. ساهم هورميل بمبلغ 500000 دولار لتمويل إنشاء مركز جيمس سي هورميل للمثليين والمثليات في مكتبة سان فرانسيسكو العامة في عام 1996 (والذي أعيدت تسميته كمركز جيمس سي هورميل لمجتمع المثليين في عام 2016).
شارك هورميل في العديد من الأحداث، بما في ذلك المؤتمر الذي نظمته منظمة العفو الدولية في عام 2004 في إطار مسيرة فخر جنيف للمثليين. وحصل هورنيل في عام 2010 على جائزة غراند مارشال لانجاز العمر من قبل مجلس إدارة فخر سان فرانسيسكو للمثليين عن نشاطه في مجال المثليين على مدى عدة عقود.

## الحياة الشخصية والموت
كان شقيق هورميل جوردي هورميل موسيقيًا ومالكًا لاستوديو لتسجيل الأغاني. كان هورميل متزوجًا لمدة عشر سنوات من امرأة تدعى أليس تورنر، وهي طبيبة نفسية متقاعدة قبل أن يعلن عن توجهه الجنسي المثلي. أنجب هورميل خمسة أبناء، كما أن له أربعة عشر حفيدًا وخمسة من أبناء الأحفاد. وعاش في سان فرانسيسكو، كاليفورنيا مع زوجه مايكل بيتر نغوين أراكي.
توفي جيمس هورميل في سان فرانسيسكو في 13 أغسطس 2021 عن عمر يناهز 88 عامًا.